# Skalnica seledynowa

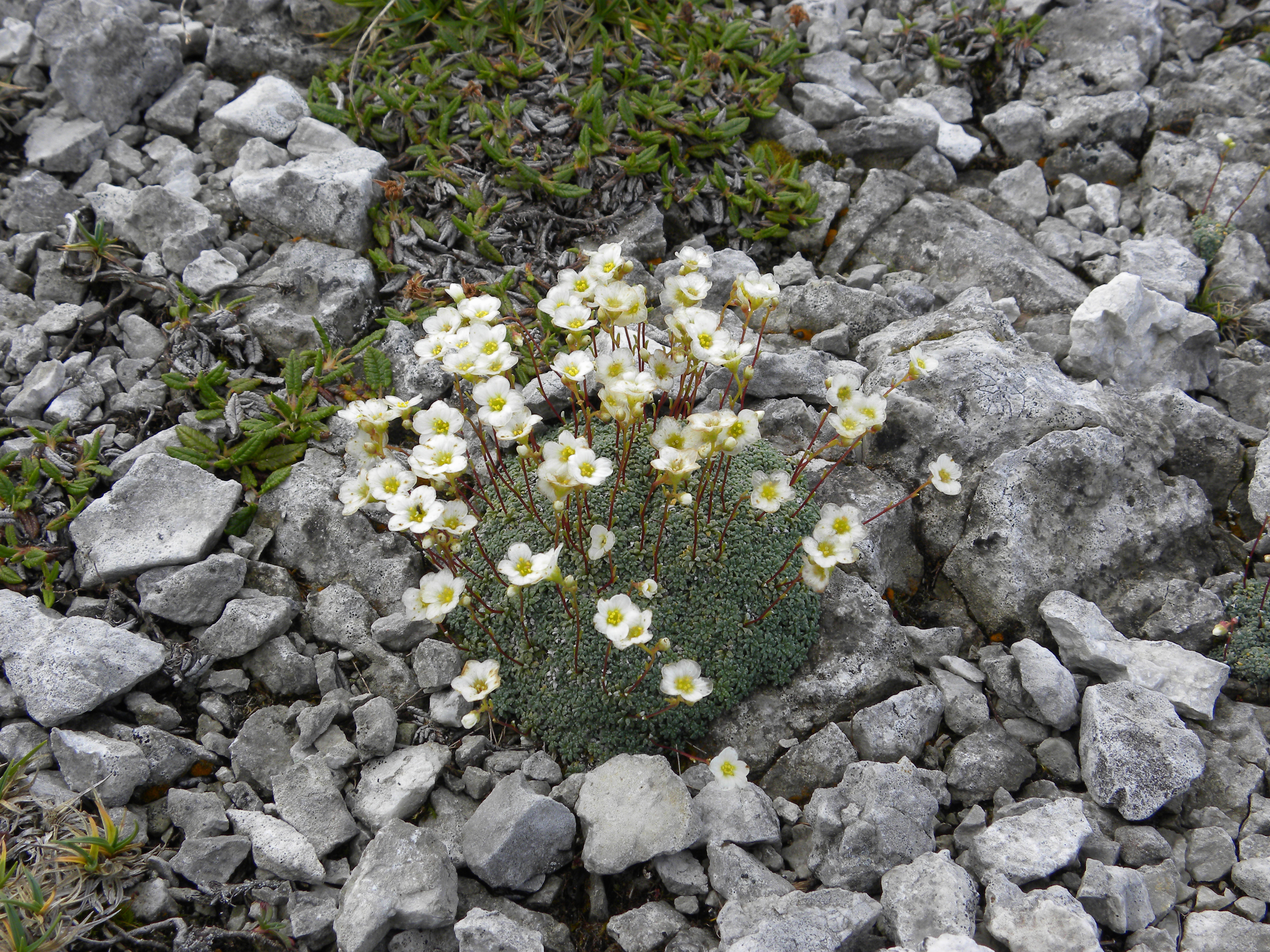

Skalnica seledynowa (Saxifraga caesia L.) – gatunek rośliny należący do rodziny skalnicowatych. Występuje w Alpach, Apeninach, Górach Iliryjskich, Pirenejach i Karpatach Zachodnich. W Polsce wyłącznie w Tatrach (roślina tatrzańska).

## Morfologia
PokrójRoślina poduszkowa tworząca zbite, półkuliste poduszki o wysokości 4-12 cm, składające się z licznych różyczek liściowych. Mają one seledynową barwę (stąd gatunkowa nazwa rośliny) i są twarde. Większość tych różyczek jest płonna, z nielicznych tylko wyrastają łodygi kwiatowe.
ŁodygaWyrastające z poduszki wzniesione łodyżki kwiatowe o wysokości do 10 cm. Są wiotkie, smukłe i słabo ulistnione. Wyrastają pojedynczo z kątów liści różyczki.
LiścieLiście tworzące poduszkę mają elipsowaty kształt, są całobrzegie, lekko zaostrzone, dołem orzęsione i łukowato odgięte w dół. Na brzegach posiadają po 5-7 wypotników. To właśnie wydzielany przez te wypotniki węglan wapnia nadaje poduszce seledynową barwę. Listki wyrastają bardzo gęsto na pędzie, dachówkowato zachodząc na siebie. Na łodyżkach kwiatowych skrętolegle wyrastają tylko 2-4 lancetowate liście. Są one dłuższe od liści tworzących poduszkę.
KwiatyPojedyncze, lub zebrane w kilkukwiatowy kwiatostan na szczycie łodygi. Są to kwiaty promieniste, mają 5-krotny kielich o tępych i gruczołowato owłosionych działkach. Korona o średnicy ok. 1 cm składa się z 5 mlecznobiałych płatków 2-3 razy dłuższych od działek. W środku kwiatu 1 słupek i 10 pręcików.
OwocPękająca na dwie części torebka. Nasiona drobne, ciemne.

## Biologia i ekologia
- Rozwój: bylina: Kwitnie od czerwca do lipca. Hemikryptofit[6].
- Siedlisko: skały, piargi, wyleżyska, niskie murawy. Wyłącznie na podłożu wapiennym. W Tatrach występuje od regla dolnego po piętro halne, wyjątkowo dochodzi nawet do 2150 m n.p.m.[8]. Główny obszar jej występowania stanowi piętro kosówki i piętro halne[5].
- Fitosocjologia: gatunek charakterystyczny dla Ass. Caricetum firmae[9].

- Tworzy mieszańce ze skalnicą nakrapianą[7].